# 수직 꼬리 날개

보잉 B-29 슈퍼포트리스의 단일 수직 꼬리 날개 (빨간색 부분을 가리킴)

수직 안정판은 미부의 고정된 수직 표면이다.

수직 꼬리 날개(영어: vertical stabilizer) 또는 수직미익(垂直尾翼)은 비행기를 비롯한 항공기의 꼬리 날개의 일종으로 수직으로 붙어 있는 부분이다. 잠수함, 고속 자동차, 호버크래프트 등에도 설치될 수 있다.
이 용어는 일반적으로 고정된 표면과 이에 힌지로 고정된 하나 이상의 이동식 방향타의 조립에 적용된다. 이들의 역할은 요(yaw)의 제어, 안정성 및 트림(방향성 또는 풍향계 안정성이라고도 함)을 제공하는 것이다. 이는 항공기 미부, 특히 안정 장치의 일부이다.
수직 꼬리는 일반적으로 후방 동체 상단에 장착되고 수평 안정 장치는 동체 측면에 장착된다. T-테일 또는 트윈 테일과 같은 다른 구성이 대신 사용되는 경우도 있다.
수직 안정 장치는 르망 프로토타입 경주와 같은 모터 스포츠에서 가끔 사용되었다.

## 같이 보기
- 항공기